# Municipio de Union (condado de Randolph, Indiana)
El municipio de Union (en inglés: Union Township) es un municipio ubicado en el condado de Randolph en el estado estadounidense de Indiana. En el año 2010 tenía una población de 2142 habitantes y una densidad poblacional de 11,54 personas por km².

## Geografía
El municipio de Union se encuentra ubicado en las coordenadas 40°3′15″N 85°7′18″O / 40.05417, -85.12167. Según la Oficina del Censo de los Estados Unidos, el municipio tiene una superficie total de 185.58 km², de la cual 185,23 km² corresponden a tierra firme y (0,19 %) 0,34 km² es agua.

## Demografía
Según el censo de 2010, había 2142 personas residiendo en el municipio de Union. La densidad de población era de 11,54 hab./km². De los 2142 habitantes, el municipio de Union estaba compuesto por el 97,71 % blancos, el 0,14 % eran afroamericanos, el 0,23 % eran amerindios, el 0,19 % eran isleños del Pacífico, el 0,84 % eran de otras razas y el 0,89 % eran de una mezcla de razas. Del total de la población el 1,77 % eran hispanos o latinos de cualquier raza.